# Classe Graudenz
La classe Graudenz fu una classe di incrociatori leggeri della Kaiserliche Marine tedesca, composta da due unità entrate in servizio tra il 1914 e il 1915.
Entrambe le navi (SMS Graudenz e SMS Regensburg) parteciparono alla prima guerra mondiale inquadrate nelle unità da ricognizione della Hochseeflotte, combattendo principalmente contro i britannici nel teatro del Mare del Nord; il Regensburg prese parte in particolare alla battaglia dello Jutland, il maggior scontro navale della guerra. Sopravvissute alla guerra, entrambe le unità furono cedute nel 1920 come prede di guerra agli Alleati vittoriosi: il Graudenz passò all'Italia, servendo con la Regia Marina sotto il nome di Ancona fino al 1937, quando fu radiato e avviato alla demolizione; il Regensburg fu ceduto alla Francia, servendo con la Marine nationale fino al ritiro dal servizio nel 1936, per poi essere autoaffondato a Lorient nel 1944 per fungere da frangiflutti.

## Caratteristiche

### Scafo e propulsione

Schema del Regensburg dopo le modifiche apportate all'armamento nel 1917

I Graudenz avevano uno scafo con una lunghezza fuori tutto di 142,7 metri e una lunghezza alla linea di galleggiamento di 139 metri; la larghezza massima dello scafo era di 13,8 metri per un pescaggio di 5,75 metri a prua e di 6,08 metri a poppa. Il dislocamento standard delle unità si aggirava sulle 4912 tonnellate, cifra che saliva a 6382 tonnellate con la nave a pieno carico. Gli scafi delle navi erano costruiti con telai longitudinali in acciaio, ed erano suddivisi internamente in diciassette compartimenti stagni con un doppio fondo che si estendeva per il 47% della lunghezza della chiglia. Entrambe le unità avevano un equipaggio standard di 21 ufficiali e 364 tra sottufficiali e marinai; quando erano impiegate come nave ammiraglia o conduttore di flottiglia, le unità aggiungevano all'equipaggio ulteriori tre ufficiali e 14 sottufficiali e marinai. Le dotazioni di bordo comprendevano una scialuppa di picchetto, una chiatta, un cutter, due iolle e due lance.
La Marina tedesca considerava i Graudenz come navi dalla buona tenuta del mare, con un unico timone leggero e movimento delicato anche in caso di mareggiate. Gli incrociatori erano manovrabili, ma entravano lentamente in virata; la perdita di velocità era minima in caso di mare grosso, ma scadeva anche del 60% nelle virate strette. L'altezza metacentrica al traverso ammontava a 0,79 metri.
Il sistema propulsivo dei Graudenz si basava su due set di turbine a vapore, ciascuna azionante un albero motore con elica tripala dal diametro di 3,5 metri; ciascuna turbina era alloggiata in un apposito locale macchine dedicato. Le turbine erano alimentate da dieci caldaie a tubi d'acqua a carbone e due caldaie a olio combustibile, suddivise tra quattro locali caldaie collocati lungo l'asse centrale dello scafo. La potenza complessiva dell'impianto era di 26 000 hp (19 000 kW), che garantiva una velocità massima di 27,5 nodi (50,9 km/h). Le unità imbarcavano 1280 tonnellate di carbone e 375 tonnellate di olio combustibile, il che garantiva loro un'autonomia approssimativa di 5500 miglia alla velocità di crociera di 12 nodi (10200 km a 22 km/h); alla velocità di 25 nodi (46 km/h) l'autonomia scadeva considerevolmente, attestandosi sulle 1000 miglia (1900 km). Ciascuna unità imbarcava per l'alimentazione elettrica due turbogenetarori e un generatore diesel, per un'erogazione complessiva di 260 kilowatt a 220 Volt.

### Armamento e protezione

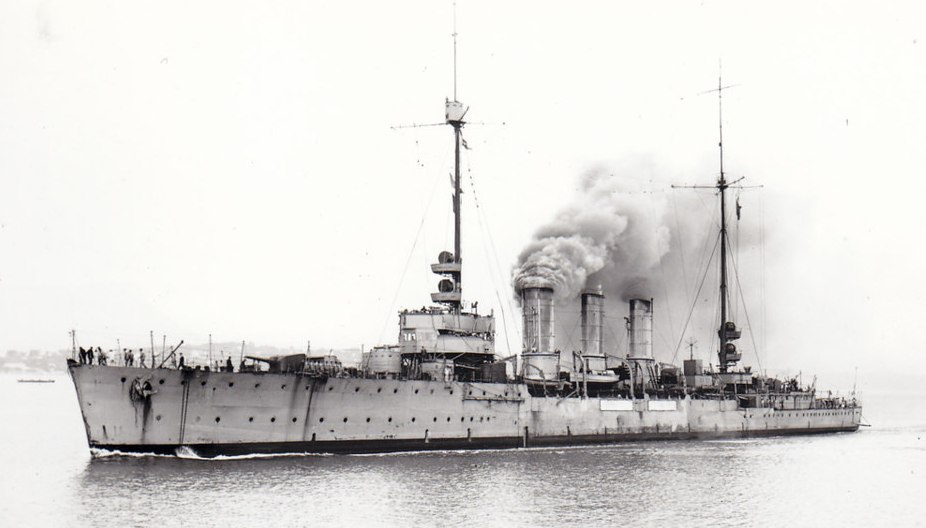
Il Regensburg nel 1920 poco dopo il passaggio alla Marina francese

I Graudenz imbarcavano dodici cannoni 10,5 cm SK L/45 installati in altrettanti impianti singoli: due erano collocati fianco a fianco sul castello di prua, otto erano a centro nave quattro per lato, e altri due era a poppa uno sovrapposto all'altro. I pezzi avevano un'elevazione massima di 30°, che garantiva loro una gittata massima di 12700 metri. Più avanti nel corso della prima guerra mondiale, l'armamento di artiglieria venne modificato su entrambe le unità, sostituendo i pezzi originali con sette cannoni 15 cm SK L/45 e due cannoni 8,8 cm SK L/45 per l'impiego antiaereo; il Graudenz fu modificato in questo modo nel 1916 e il Regensburg nel 1917. Entrambe le unità avevano in origine anche due tubi lanciasiluri da 500 mm con una scorta di cinque siluri, collocati perpendicolarmente a ciascuna fiancata; il Graudenz si vide poi aggiungere nel 1916 altri due tubi lanciasiluri da 500 mm collocati sul ponte principale, mentre il Regensburg eliminò i due tubi lanciasiluri interni allo scafo e li sostituì con quattro tubi montati sul ponte. Entrambe le unità potevano poi imbarcare e rilasciare fino a 120 mine navali.
I Graudenz avevano una cintura corazzata all'altezza della linea di galleggiamento, spessa 60 mm a centro nave e 18 mm a prua; l'estrema poppa era completamente priva di corazzatura. Il ponte principale aveva una corazzatura spessa 60 mm a prua, 40 mm a mezza nave e 20 mm a poppa; piastre corazzate inclinate, spesse 40 mm, collegavano la blindatura del ponte alla cintura corazzata sulle fiancate. La torre di comando era protetta da piastre corazzate spesse 100 mm sui fianchi e da un tetto corazzato spesso 20 mm; il telemetro delle unità era protetto da una piastra corazzata spessa 30 mm. I pezzi di artiglieria erano protetti da scudature spesse 50 mm.

## Unità
| Nome           | Costruttore            | Impostazione | Varo            | Entrata in servizio | Destino finale |
| -------------- | ---------------------- | ------------ | --------------- | ------------------- | --- |
| SMS Graudenz   | Kaiserliche Werft Kiel | 1912         | 25 ottobre 1913 | 10 agosto 1914      | ceduto all'Italia come preda di guerra nel 1920 e rinominato Ancona; radiato dal servizio attivo l'11 marzo 1937 e avviato alla demolizione                                                    |
| SMS Regensburg | AG Weser               | 1912         | 25 aprile 1914  | 3 gennaio 1915      | ceduto alla Francia come preda di guerra nel 1920 e rinominato Strasbourg; radiato dal servizio attivo il 14 giugno 1936, lo scafo fu affondato a Lorient nel 1944 per fungere da frangiflutti |